# Altiplà cundiboyacà
L'altiplà cundiboyacà és un espai de terres altes i planes localitzat en la serralada oriental dels Andes colombians, entre els departaments de Cundinamarca i Boyacá. El seu territori coincideix en gran part amb l'antic territori dels Muisques. L'altiplà comprèn tres regions planes ben diferenciades: la sabana de Bogotà, les valls d'Ubaté i Chiquinquirá i les valls de Tunja, Duitama i Sogamoso. En aquest lloc va existir la cultura abriense (entre el 10000 i el 600 aC) abans que fos ocupat pels Muisques.
En l'altiplà està el lloc del pacífic on es van trobar els tres conqueridors espanyols, Gonzalo Jiménez de Quesada, Sebastián de Belalcázar i Nicolás de Federmann en 1538 després de la fundació hispànica de Santafé de Bogotà en el lloc on es trobava la vila muisca de Bacatá. L'altiplà es troba envoltat de nombroses muntanyes, en el mitj de la Serralada Oriental. Al sud, es troba la Sabana de Bogotà, el planell més extens dels camins colombians, també limita amb l'Erm de Sumapaz. Al Nord, limita amb les muntanyes del Santander, a l'orient limita amb els nombrosos turons de la serralada que ho separen del Piedemonte llanero i a l'occident amb els altres turons que ho separen del calorós Valle del Magdalena.

## Ciutats de l'altiplà
Sobre l'altiplà es troben les ciutats de Bogotà (capital de Colòmbia, del Districte Capital i del departament de Cundinamarca), Tunja, capital del departament de Boyacá i districte històric, cultural i universitari i Zipaquirá, la ciutat salinera de Colòmbia i posseïdora de la Catedral de Sal, la primera de les set meravelles de Colòmbia.
Els llocs més importants de l'altiplà cundiboyacà són:
- Bogotà
- Tunja
- Soacha
- Zipaquirá
- Facatativá
- Chía
- Sogamoso
- Duitama
- Chiquinquirá
- Ubaté
- Cajicá,
- Tocancipá
- Vila de Leyva

## Hidrologia
Principals rius:
- Chicamocha
- Bogotà
- Jordán

Principals llacs, llacunes i represas:
- Tota
- Chivor
- Fúquene
- Sisga
- Tominé
- Guavio
- Muña
- Iguaque
- Guatavita
- Sochagota
- Chingaza
- Neusa

## Clima
Presenta una temperatura mitjana de 14 °C, amb amplituds tèrmiques diàries elevades que poden oscil·lar entre els 0 °C (temperatura baixa) i els 24 °C (temperatura alta).
Les temporades seques i plujoses s'alternen durant l'any; els mesos més secs van de desembre a març; durant els mesos més plujosos, abril, maig, setembre, octubre i novembre la temperatura és més estable, amb oscil·lacions entre els 9 °C i els 20 °C. juny, juliol i agost són els mesos de forts vents i major oscil·lació de la temperatura; durant l'alba se solen presentar molt baixes temperatures, cridades gelades, que afecten l'agricultura. També és comú la presència de pluges de calamarsa.

## Economia
La ciutat de Bogotà, juntament amb diverses poblacions circumdants, és un important centre industrial i de serveis. Les ciutats de Bogotà i Tunja són ambdues importants centres universitaris.
En Zipaquirá i Nemocón es troben importants mines i plantes refinadores de sal.
La principal activitat, fora de les ciutats, és l'activitat agropecuària entre les quals es destaca la ramaderia lletera i cultius de papa i blat de moro. També es conrea blat, ordi, Soia, préssec, tomaquera d'arbre, uchuva, mora i, en la Sabana de Bogotà hi ha importants cultius de flors.